# Harry-Jan Bus
Harry-Jan Bus (Stampersgat, 26 augustus 1960) is een Rotterdamse cabaretier en theaterdirecteur.

## Carrière
In 1990 was Harry-Jan Bus deelnemer aan het Camerettenfestival in het Oude Luxor theater. Vlak hierna richt hij samen met Erik Stok en Emiel Benda het cabarettrio De Tunes op. Dit trio was tussen 1996 en 2006 de vaste bespeler van het Rotterdamse cabaretrestaurant Schellings. In 1995 organiseerde Harry-Jan Bus in het Oude Luxor de Ode aan Jaap Valkhoff  dat in 1996 een vervolg kreeg met de theatervoorstelling De Oasebar waarin Harry-Jan Bus zelf de rol als orkestleider had met in de hoofdrollen Joke Bruijs en John Buijsman. In 2001 zette hij in het kader van Rotterdam Culturele Hoofdstad de theatergroep Die Goeie Ouwe Radio op met Peter de Koning en Bart en Rob Wijtman waarmee twee theatertournees gedaan werden.
In 2008 opent Harry-Jan Bus samen met programmamaakster Rachèl van Olm Theater Walhalla aan het Deliplein op het voormalige zeemanskwartier en hoerenwijk Katendrecht. Naast de voorstellingen in het theater initiëren zij diverse festivals zoals De Nacht van de Kaap, De Ronde van Katendrecht , Kid Dynamite Jazz Festival en het Welkom Thuis Straattheater festival.
In januari 2010 openen Harry-Jan Bus en Rachel van Olm aan hetzelfde Deliplein het restaurant De Jonge de Jong, waarvan in 2012 de naam wordt veranderd in De Matroos en het Meisje. In oktober 2015 wordt Theater Walhalla uitgebreid met Kantine Walhalla. Een theaterzaal en café-restaurant.
In 2010 winnen de beide oprichters van Theater Walhalla de Van der Leeuwprijs voor privaat initiatief met meerwaarde voor de stad en in hetzelfde jaar ontvangen zij de Laurenspenning voor hun verdiensten voor het culturele en sociale leven in de Rotterdamse wijk Katendrecht. In 2012 winnen zij met theater Walhalla de Job Dura Prijs als "inspirerend en zeer sympathiek voorbeeld van een hedendaags cultuurgebouw", dat bovendien "maatschappelijk betrokken" en "duurzaam" is.
In 2018 richten Bus en van Olm Werkplaats Walhalla op een productiehuis voor jonge talent.
In 2022 winnen Harry-Jan Bus en Rachel van Olm K.P Van der Mandele penning.